# Powerpuff Pigerne
 Denne artikel bør gennemlæses af en person med fagkendskab for at sikre den faglige korrekthed.

Powerpuff Pigerne (på engelsk The Powerpuff Girls) er en amerikansk tegnefilmserie fra 1998, der blev sendt på Cartoon Network og er skabt af Craig McCracken, Genndy Tartakovsky og Chris Savino.
Den handler om de tre superheltepiger Blomst, Bobbel og Bellis, skabt af professor Utonium udelukkende ved hjælp af sukker, krydderier og masser af søde sager (en reference til et gammelt amerikansk børnerim ). Hertil en dosis kemikalie X der gør dem helt specielle. De bor med deres far (Utonium) i udkanten af byen Townsville, som vrimler med kriminalitet.

## Afsnit
| Sæson | Sæson    | Afsnit | Oprindelig sendt | Oprindelig sendt |
| Sæson | Sæson    | Afsnit | Start            | Slut             |
| ----- | -------- | ------ | ---------------- | ---------------- |
|       | 1        | 13     |                  |                  |
|       | 2        | 13     |                  |                  |
|       | 3        | 13     |                  |                  |
|       | 4        | 12     |                  |                  |
|       | 5        | 12     |                  |                  |
|       | 6        | 15     |                  |                  |
|       | Specials | 3      |                  |                  |

## Medvirkende

### Hovedpersoner
- Cathy Cavadini som Blomst, lederen, bærer oftest rødt og pink og er en klog pige, der ved, hvad hun gør. Som leder kan hun dog hænge lidt for meget ved det. Hun kan godt komme op at skændes med Bellis omkring det. Desuden har hun en evne til at puste is (stemme af Marie Schjeldal)
- Tara Strong som Bobbel, den søde pige, bærer oftest blåt og har en utrolig evne til at tale med dyr. Hun elsker dem og holder også rigtig meget af at tegne blomster, søde, små dyr og fantasiverdener hører til hende. Hun er en ægte dagdrømmer og har også rigtig mange tøjdyr og det mest specielle af disse er en lilla blæksprutte ved navn Sprutte. Hun er lidt barnlig, bange for mørke, osv., og det gør, at Bellis ofte er efter hende (dansk stemme af Louise Engell)
- Elizabeth Daily som Bellis, drengetypen, bærer grønt og er ekstremt kampglad. Hun elsker at banke skurke og monstre og er meget drenget. Hun kan ikke fordrage sådan noget tøsepjat og finder det fornøjeligt at drille Bobbel. Hun er meget ligefrem og spontan så det er ikke altid hun tænker det hele igennem. Hun har lidt problemer med, at Blomst er lederen, fordi hun ofte selv ønsker at være lederen (stemme af Cecilie Stenspil)

### Tilbagevendende figurer

#### De brutale bisser
De brutale bisser er tre drenge der optræder i flere afsnit. Det er kun i deres første medvirken, de kaldes "De brutale bisser". Da de er blevet genskabt af Ham, kaldes de "De benhårde negle" og nogle gange også "De rå bananer". På originalsproget hedder de dog hele tiden "The Rowdyruff Boys".
- Bæst: Den drengede udgave af Blomst. Er lederen, har røde øjne og orangerødt hår med en rød baseballkasket der sidder omvendt. Han bærer en rød langærmet trøje, sorte bukser og hvide sneakers. Bæst er nok den klogeste af dem, så han er ret fornuftig. Han har også tit en god bemærkning til pigerne (og Buller) og er den der for det meste står frem og tager ordet. Nogen gange retter han også, på Buller eller giver ham et slag når han dummer sig. Han er nok den frækkeste af drengene.

- Buller: Den drengede udgave af Bobbel. Har blondt hår, mørkeblå øjne, og bærer en mørkeblå langærmet trøje, sorte bukser, og hvide sneakers. Buller er ikke så kløgtig, altså han er lidt "dum". Han siger tit ting som ikke giver mening, eller ting som bare virkelig er dumme. Han er ikke en så rå knægt, mere den lidt søde charmerende dreng, derfor er Bæst og Bum hele tiden på nakken af ham. Men ligesom Bobbel kan han stadig vise sig for sin barske side (stemme af Lars Thiesgaard)
- Bum: Den drengede udgave af Bellis. Har sort hår, mørkegrønne øjne og bære en mørkegrøn langærmet trøje, sorte bukser og hvide sneakers. Bum er den stærkeste af de 3, han elsker at slås og er en kampglad dreng. Han siger aldrig noget dumt, eller dummer sig, Han er lidt drilsk og gentager nogen gange hvad Bæst siger for at lyde sej. Han er den mest hyper af drengene og driller Buller, når han gør noget dumt. (stemme af Ole Fick)

### Andre personer
- Professor Utonium (stemme af Lars Thiesgaard)
- Borgmesteren (stemme af Ole Fick) – En lille gammel mand med en direkte telefon til Powerpuff Pigerne.
- Sara Bellum – Borgmesterens rødhårede sekretær hvis ansigt aldrig ses.
- Den talende hund
- Frk Keane – Skolelæreren.
- Fortælleren (stemme af Donald Andersen)
- Jomo Momo - den heroiske udgave af Mojo Jojo (fra samme univers som Powerpunk Pigerne), der fungerer som byen Viletowns vogter

### Skurke
- Mojo Jojo (stemme af Peter Aude) - En grøn chimpanse, som siden Kemikalie-X-ulykken, svor på at få hævn over Powerpuff Pigerne og på professor Utonium, for at give dem den kærlighed han aldrig fik fra ham. Han er meget venlig for en skurk, men bliver meget let irriteret, og har nærer et stort had til mennesker. Mojo er Powerpuffpigernes ærkefjende og skabte dem faktisk ved en ulykke i Utoniums laboratorium. Mojo er mere intelligent end selv mennesker, og hans hjerne stikker ud af hans hoved. Mojo kan også transformere sig til et gorilla-monster af en art, som ses i filmen. Mojo Jojo ville skabe sine egne, superonde drenge til at udrydde Powerpuff Pigerne. Mens han sad i fængsel, skabte han dem af snegle, og vagthundens hale og armhår (som i den engelske remse "What are Little Boys Made of?") og blandede det ned i fængslets toilet, som skulle være ligeså kraftigt som kemikalie X, og havde givet Powerpuff Pigerne deres kræfter. Toilettet eksploderede og oversvømmede cellen, hvor Mojo var i. Da toiletskyllet var slut, stod de tre nye drenge, "De brutale bisser” tilbage.
- "Ham" (stemme af Lasse Lunderskov) - En djævelsk dæmon som skræmmer selv Powerpuff Pigerne fra vid og sans. Han har selv flere kræfter end dem og er den største trussel i serien sammen med Mojo Jojo. Ham har intet køn og ligner derfor han både en mand og dame. Ham kender også til at hjernevaske folk og kan transformere sig til flere former, inklusivt et kæmpe-bæst eller en skolopender, hvilket gør ham både stærkere og mere skræmmende end han allerede er. Ham kan også styre solen, og var engang ved at udslette jorden med den, indtil han blev stoppet.
- Prinsesse Pengestærk - (stemme af Louise Engell) - En irriterende lille pige som hele tiden vil have sin vilje, og går bersærk bare fordi hun ikke kan være en Powerpuff Pige.
- Fluffy Labsko (stemme af Peter Røschke) - Et psykopatisk dyr som angriber alt og alle for at røre alt der tilhører ham, også selvom der er for at give ham det tilbage. Han bliver sindssyg bare af tanken af, at hans ting bliver rørt, og han har også tævet Powerpuff Pigerne. I en slåskamp transformerer Fluffy sig til et rødt kæmpemonster.
- Grønhudsbanden (stemme af Lasse Lunderskov, Peter Røschke og Thomas Kirk, Ole Fick, Hans Henrik Bærentsen) – En bande med fem medlemmer af forskellig kropsbygning, og med samme giftiggrønne hud.
- Amøbedrengene - Tre sære vandmonstre som konstant prøver at være onde men fejler på grund af deres uvidenhed. De fik dog oprejsning i et afsnit, hvor de gjorde alle borgere i Townsville syge.
- Meteormanden (stemme af Lasse Lunderskov) – Tilsyneladende en muskuløs superhelteærketype med tilhørende hvid dragt og kendingssang, der fortrænger pigerne som byens beskyttere. Pigerne opdager dog, at han selv iscenesætter forbrydelserne, og får et venligt monster til at hjælpe med at afsløre det. Optræder kun i afsnittet Supersnyd.
- Sedusa – Den sorthårede pige med slangehåret.
- Utallige monstre som har raseret i Townsville.
- Oprofessor Plutonium - Den onde modpart til Professor Utonium, der terroriserer byen Viletown i en parallel verden, og som desuden er skaber af Powerpunk pigerne.
- Powerpunk Pigerne - Powerpuff pigernes onde modparter fra en parallel verden. Gruppen består af Beserk, Brat og Brute.
- "Dooks of Doom" - En rockergruppe der består af to monstre og en rotte. De spiser biler, mennesker og alt de kan finde på deres vej.

### Danske Stemmer
- Ole Fick – Ace
- Louise Engell – Aerobic pige
- Louise Engell – Baby
- Cecilie Stenspil – Baby 2
- Henrik Bærentsen – Barn
- Cecilie Stenspil – Bellis
- Ole Fick – Bestyrer
- Lasse Lunderskov – Betjent
- Marie Schjeldal – Blomst
- Louise Engell – Bobbel
- Ole Fick – Borgmester
- Peter Aude – Butikmand
- Peter Aude – Chauffør
- Louise Engell – Computerstemme
- Louise Engell – Dame
- Lasse Lunderskov – Direktør
- Cecilie Stenspil – Dreng 1
- Peter Røschke – Fjoker
- Peter Røschke – Fluffy Labsko
- Thomas Kirk – Fred
- Louise Engell – Frøken Keane
- Louise Engell – Gammel Dame
- Hans Henrik Bærentsen – Gris
- Lasse Lunderskov – Ham
- Donald Andersen – Hund
- Thomas Kirk – Hund 2
- Vibeke Dueholm – Ida Eviggod
- Louise Engell – Kat
- Hans Henrik Bærentsen – Kat 2
- Thomas Kirk – Kinesisk Hund
- Louise Engell – Kvinde
- Ole Fick – Kører
- Hans Henrik Bærentsen – Lille Arthur
- Henrik Bærentsen – Lille Dreng
- Hans Henrik Bærentsen – Lipowicz
- Peter Røschke – Mand
- Lasse Lunderskov – Mand 2
- Hans Henrik Bærentsen – Mand 3
- Thomas Kirk – Mand 4
- Lasse Lunderskov – Meteormanden
- Peter Aude – Mojo Jojo
- Peter Aude – Monster 1
- Lars Thiesgaard – Monster 2
- Peter Røschke – Monster 3
- Louise Engell – Nabo
- Lasse Lunderskov – Nyhedsoplæser
- Peter Aude – Ond Mand
- Donald Andersen – Opråber
- Thomas Kirk – Pierre
- Thomas Kirk – Politimand
- Lars Thiesgaard – Professor
- Lars Thiesgaard – Professor Utonium
- Lasse Lunderskov – Pølsemand
- Ole Fick – Regnbuen
- Lasse Lunderskov – Robo-Lakken
- Hans Henrik Bærentsen – Robot
- Lasse Lunderskov – Rugby Fyr
- Peter Røschke – Røver
- Louise Engell – Sara Bellum
- Lasse Lunderskov – Smykkehandler
- Lasse Lunderskov – Store Billy
- Thomas Kirk – Vagt
- Lasse Lunderskov – Vagt 2[1]

#### Fortæller
- Donald Andersen

#### Oplæser
- Lasse Lunderskov

#### Oplæser af titel og skilte
- Donald Andersen

Uidentificerede stemmer
- Hans Henrik Bærentsen
- Henrik Bærentsen
- Lars Thiesgaard
- Lasse Lunderskov
- Louise Engell
- Ole Fick
- Peter Aude
- Peter Røschke
- Thomas Kirk
- Vibeke Dueholm